# Claude Bowers

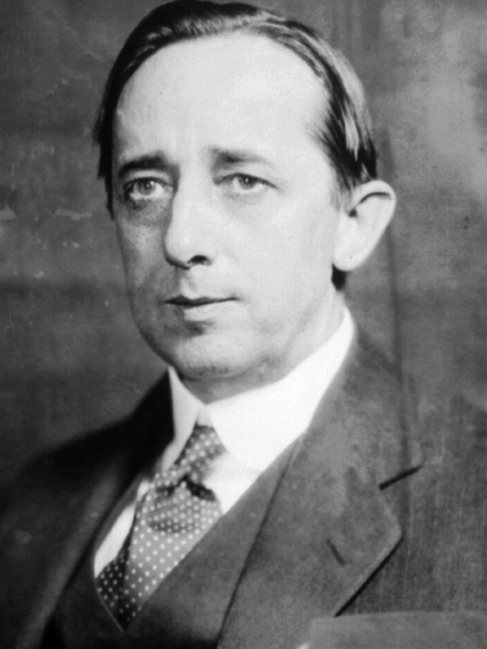
Claude Bowers (1932)

Claude Gernade Bowers (* 20. November 1878 in Westfield; † 21. Januar 1958 in New York City) war ein US-amerikanischer Historiker, Journalist und Diplomat.

## Leben
Bowers war der Sohn des deutschamerikanischen Geschäftsmanns Lewis Bower und dessen Frau Juliet Tipton Bower. Mit einer alleinerziehenden Mutter zog er 1891 nach Indianapolis, wo sie eine Schneiderei leitete. Bereits in der Indianapolis High School (heute Shortridge High School), dessen Schülersprecher er war, wurde Bowers ein treuer Anhänger des linken Flügels der Demokratischen Partei. Er konnte sich den Besuch eines College nicht leisten und musste stattdessen eine Stelle bei einem Verlag in Boston annehmen. Ab 1900 arbeitete er als Journalist. In Editorials und Reden sprach er sich für eine erweiterte Bürgerbeteiligung und die Reformen der Progressive Era aus.
In dieser Zeit wurde er auch politisch aktiv, zunächst in der Stadtverwaltung Terre Hautes. 1904 und 1906 kandidierte er für die Demokratische Partei in den Wahlen zum Repräsentantenhaus. Im Wahlkampf versprach Bowers, sich für fortschrittliche Maßnahmen wie das Frauenwahlrecht und die Direktwahl der Senatoren einzusetzen und Trusts wie Standard Oil Company zu zerschlagen. Den beliebten republikanischen Präsidenten Theodore Roosevelt, der in seiner Amtszeit viele progressive Reformen durchgeführt hatte, befürwortete er. Beide Wahlen verlor er. Bei der letzteren, bei der er nur knapp unterlag, warf er dem republikanischen Gegenkandidaten Wahlbetrug vor. Ab 1911 diente er als Mitarbeiter des Senators John W. Kern. Nach dessen Abwahl zog er 1916 nach Fort Wayne, um die dortige Journal-Gazette zu redigieren. 1923 ging er nach New York City, wo er zunächst für die Evening World und ab 1931 für den Evening Journal arbeitete. Des Weiteren fungierte er als Redenschreiber ranghoher demokratischer Politiker wie Al Smith und wurde mit seinen Geschichtsbüchern ein national bekannter Autor. Als Journalist veröffentlichte Bowers weiterhin Attacken auf die republikanische Regierung, die während der Goldenen Zwanziger jedoch eine klare Wählermehrheit hatte. Diese verlor sie erst in Folge des historischen Börsenkrachs am Schwarzen Donnerstag 1929 und der daraufhin einsetzenden Weltwirtschaftskrise. Den Grund für die Great Depression sahen viele, so auch Bowers, in der Laissez-Faire-Politik der republikanischen Regierung. Das Gegenmodell der Demokraten war der New Deal, ein Reformprogramm, welches die amerikanische Wirtschaft nach der Krise wieder ankurbeln und durch Maßnahmen wie einer Sozialversicherung extreme Armut vorbeugen sollte. Mit dieser Plattform gelang Franklin D. Roosevelt in der Präsidentschaftswahl 1932 ein Erdrutschsieg gegen den Amtsinhaber Herbert Hoover. Bowers war Wahlkampfhelfer Roosevelts.
Der Einzug der Demokraten in das Weiße Haus ermöglichte Bowers den Einzug in den diplomatischen Dienst; 1933 ernannte ihn Roosevelt zum Botschafter in Spanien. Von dort aus beobachtete Bowers die radikalen Veränderungen, die die 1930er in Europa mit sich brachten. In Spanien selbst war 1931 eine linksgerichtete Republik ausgerufen worden, in der Konflikte mit den Konservativen 1936 zu einem vom nationalsozialistischen Deutschen Reich und dem faschistischen Königreich Italien unterstützten Putschversuch unter General Francisco Franco und einem darauf folgenden Bürgerkrieg führten. Das amerikanische Außenministerium unterstützte wie das Vereinigte Königreich und Frankreich einen Neutralitätskurs. Auf Grund der isolationistischen Grundeinstellung der amerikanischen Öffentlichkeit verweigerte auch Roosevelt den Republikanern militärische Unterstützung. Bowers kritisierte in seiner Korrespondenz mit Washington, D. C. die Regierungspolitik scharf und warnte, dass die Demokratie in Spanien ohne die Hilfe der USA der faschistischen Falange zum Opfer fallen werde. In seiner privaten Korrespondenz nahm er kein Blatt vor den Mund: Der britische Premierminister Neville Chamberlain, den Architekt dieser Appeasement-Politik, nannte er einen „kolossalen Esel – oder Ganove“ (englisch colossal ass – or crook). Als Franco 1939 die Republikaner besiegt und eine Militärdiktatur eingerichtet hatte, nahm Bowers keinen Kontakt mit ihm auf und wurde im selben Jahr abberufen. Daraufhin ernannte ihn Roosevelt zum Botschafter in Chile. In seine Amtszeit fiel der Zweite Weltkrieg, während dem die chilenische Kupferproduktion für die amerikanische Kriegsindustrie von hoher Bedeutung war. Es war seine Aufgabe, Chile in der Einflusssphäre der Vereinigten Staaten zu halten und die Monroe-Doktrin zu bewahren. Er zog sich 1953 aus dem diplomatischen Dienst zurück.
Als Elder Statesman beteiligte Bowers sich weiterhin am öffentlichen Leben der Vereinigten Staaten. Politisch stellte er sich gegen Joseph McCarthy und beriet Politiker wie Adlai Stevenson. Er verfasste die Memoiren My Mission to Spain und Chile through Embassy Windows über seine Zeit als Botschafter sowie eine Autobiographie, die postum veröffentlicht wurde. Im Januar 1958 verstarb er.

## Werk
Eines der bekanntesten Werke Bowers war Jefferson and Hamilton: The Struggle for Democracy in America, welches die Auseinandersetzungen zwischen den Gründervätern Alexander Hamilton und Thomas Jefferson als Konflikt zwischen Aristokratie und Demokratie wiedergibt. Bowers wirft den Föderalisten, der Partei Hamiltons, Unverständnis für den amerikanischen Geist der Demokratie vor. Aus Verachtung für das einfache Volk und fehlendem Patriotismus hätten sie eine Allianz mit den Reichen angestrebt, um ihre Macht vor dem Fortschritt zu schützen und eine oligarchische Regierungsform einzuführen. Ein Gegenmodell findet er im „großen Mann“ Jefferson, dem schon im Elternhaus eine Sympathie für „einfache Menschen“ beigebracht worden sei. Nachdem er sich während der Amerikanischen Revolution als einer der bedeutendsten Demokraten aller Zeiten etabliert habe, sei ihm als „Meisterpolitiker“ die Mobilisierung der „unwichtigen, unverständigen Individuen“ (englisch unimportant, inarticulate individuals) gegen Hamilton gelungen. Ferner stellte er diesen Konflikt zwischen Hamilton und Jefferson als das grundlegende Thema der amerikanischen Geschichte dar. Noch heute würden die Nachfolger Hamiltons, die Republikaner, die Demokratie abschaffen wollen, und die Nachfolger Jeffersons, die Demokraten, sie verteidigen. Dem Leser sollte so der Anschein einer „Partei Jeffersons“ vermittelt werden, die den kleinen Mann vor den hamiltonischen Industriemagnaten und Republikanern verteidige. Bowers Darstellung historischer Ereignisse war meist melodramatisch; so verglich er in einem späteren Essay die Angriffe auf die Pressefreiheit durch die Alien and Sedition Acts mit dem totalitaristischen Polizeistaat Adolf Hitlers. Unter Zeitgenossen galt Jefferson and Hamilton einige Zeit lang als das historische Standardwerk zu den 1790ern. Bowers historische Parallelen übten einen großen Einfluss auf die Plattform der Demokraten aus, die Roosevelt als ihren „neuen Jefferson“ reklamierten. Roosevelt selbst hatte sich bereits vor seiner Präsidentschaft von Bowers Leistung beeindruckt gezeigt; Jefferson and Hamilton war das einzige Buch, zu dem er je eine Rezension verfasste. Heute wird Bowers oft ein doktrinärer und parteiischer Umgang mit der Geschichte vorgeworfen.
In The Tragic Era: The Revolution after Lincoln. attackiert Bowers die Radical Republicans, eine Gruppe Republikaner, die für die Abschaffung der Sklaverei und mehr Bürgerrechte für Afroamerikaner standen. Bowers wirft ihnen eine ungerechte Politik gegenüber den Südstaaten vor, die sie ihm zufolge entgegen dem Willen des Präsidenten Abraham Lincoln für den Amerikanischen Bürgerkrieg bestrafen wollten. Nachdem Lincoln bei einem Attentat gestorben war, hätten sie seinen Nachfolger Andrew Johnson, den er als kompetenten Moderaten skizziert, aus dem Amt gedrängt und mit Ulysses S. Grant ersetzt. Ihre Regierungspolitik beschreibt er als desaströs und korrupt. Er verurteilt ihr Engagement für Afroamerikaner, die er rassistisch darstellt. Die Freedmen seien faul, alkoholisch und zügellos und damit ungeeignet für das Wahlrecht gewesen. Zugleich hätten die Radikalen Republikaner die Bedürfnisse des einfachen Volkes ignoriert und reiche Kapitalisten bevorzugt. Den Republikanern stellt Bowers die Demokraten entgegen, die das Prinzip der States’ Rights und die Ideale Jeffersons gegen die Übergriffe der Bundesregierung verteidigt hätten. Diese Diffamierungen der Republikaner sollten ihrem Ansehen in den Südstaaten schaden, welche noch immer vom Rassismus geprägt waren. Mit seinen prosüdlichen Äußerungen lässt sich das Buch außerdem der „Dunning School“ zuordnen, die in der ersten Hälfte des 20. Jahrhunderts die gängigste Darstellung der Reconstruction war. Auch The Tragic Era war von Erfolg gekürt und galt lange Zeit als das meistgelesene Buch zur Reconstruction. Journalisten wie der Pulitzer-Preisträger Arthur Krock priesen Bowers Werk als einen „immens wichtigen Beitrag zur Geschichte“ (englisch immensely important contribution to history); Historiker wie Charles R. Lingley bemängelten zwar einige der extremeren Äußerungen von Bowers, bezeichneten das Buch dennoch als „exzellent“. Scharf kritisiert wurde Bowers von Seiten der afroamerikanischen Bürgerrechtsbewegung. So wird The Tragic Era im Journal of Negro History als ein wertloses Buch denunziert. Bowers, ein Politiker ohne historisches Training, hätte die gesellschaftlichen und wirtschaftlichen Aspekte der Reconstruction ignoriert und ein veraltetes Propagandawerk vorgelegt, in dem er die Republikaner für ihren Kampf gegen die Aristokratie und für die Demokratie verurteilte. Heute ist Bowers Analyse der Reconstruction diskreditiert; der Historiker Eric Foner nannte es „Fiktion, die sich als Geschichte ausgibt“ (englisch fiction masquerading as history).

## Bibliographie (Auswahl)
- The Party Battles of the Jackson Period. Houghton Mifflin Company, Boston 1922
- Jefferson and Hamilton: The Struggle for Democracy in America. Houghton Mifflin Company, New York 1925
- The Tragic Era: The Revolution after Lincoln. Houghton Mifflin Company, Boston 1929
- Jefferson in Power: The Death Struggle of the Federalists. Houghton Mifflin Company, Boston 1936
- The Young Jefferson, 1743–1789. Houghton Mifflin Company, Boston 1945
- My Mission to Spain: Watching the Rehearsal for World War II Simon and Schuster, New York 1954
- Chile through Embassy Windows Simon and Schuster, New York 1958
- My Life: The Memoirs of Claude Bowers Simon and Schuster, New York 1962